# 927 v.Chr.
Het jaar 927 v.Chr. is een jaartal volgens de christelijke jaartelling.

## Gebeurtenissen
- Er vonden twee zonsverduisteringen plaats: op 1 april en op 25 september.
- Koning Baal-Eser I van Tyrus stierf (volgens andere bronnen in 919), zijn zoon Abd-Astart werd zijn erfgenaam.
- Omri volgt Tamni op op de troon van het koninkrijk Israël.
- In het vijfde jaar van Rehabeams regering viel farao Sjosjenk I (Shusakim) Juda aan, plunderde Jeruzalem en de Tempel van Jeruzalem en veranderde het koninkrijk Juda in een vazalstaat van het oude Egypte.

## Geboren
- Elia, profeet[1]